# رانجورا
رانجورا هي بلدة تقع في كانتربيري، نيوزيلندا.